# Prostituta amb un cor d'or

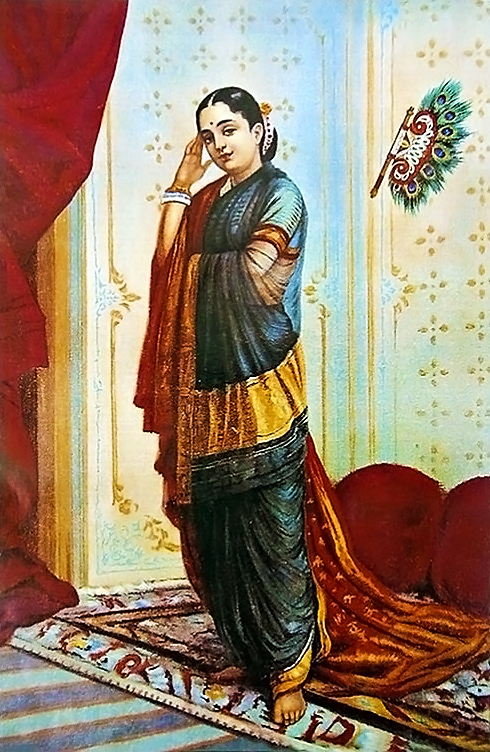
Vasantasena, de l'obra en Sànscrit Mṛcchakatika.

La prostituta amb un cor d'or és un personatge recurrent que implica una cortesana o una prostituta que posseeix virtuts com la integritat, la generositat i la bondat.

## Característiques
El tipus de personatge es defineix per trets moralment positius, que es contrasten amb l'ocupació del personatge com a prostituta. La narració sovint proporcionarà circumstàncies atenuants per a la prostitució del personatge i emfatitzarà la seva decència personal. De vegades, el personatge serà el contrapunt d'un altre personatge femení que reflecteix estereotips negatius de dones insensibles o fredes. Per Nell Damon Galles, el personatge és "la bona noia que va prendre massa decisions dolentes: perdre la virginitat, tornar-se promiscua i, finalment, entrar al món fosc de la prostitució". La "puta amb un cor d'or" també s'ha descrit com una "contrapart'laica'moderna " de la santa/pecadora medieval.

## Desenvolupament històric
Les prostitutes apareixen a la literatura grega antiga des del període arcaic, com en l'obra d'Arquíloc, encara que inicialment amb poc enfocament en les seves qualitats morals. La bona prostituta (o més concretament la bona hetaira, una espècie de prostituta de gamma alta) va sorgir com un estereotip a la comèdia grega antiga, per exemple a Hydria d'Antífanes. La bona prostituta va aparèixer encara més sovint en la nova comèdia grega antiga. L'obra de Menandre fa temps que és coneguda pel seu tractament del trop. Com en un passatge "molt discutit" de les xerrades de la Taula de Plutarc on aquest elogia a Menandre com a adequat per a assistir als simposis, ja que el dramaturg va fer que els seus herois trenquessin les relacions amb males prostitutes, però de vegades es casaven amb elles si eren bones.
A la literatura romana clàssica, la prostituta era habitualment retratada com a especialment egoista; la dona estereotipadament dolenta contra la qual es contraposava la femina bona (dona bona, típicament una esposa lleial). Aquest estigma contra les prostitutes va persistir en gran manera a la societat occidental des de l'època romana fins, almenys, a principis del segle XXI. No obstant això, la prostituta amb un cor d'or apareixia amb força freqüència en els escrits romans de l'època de Terenci ; per exemple a l'Hècyra de Terenci i al relat semi-ficcionat de Livi sobre Hispala Faecenia. Tanmateix, la prostituta romana amb un cor d'or es va representar invariablement com una excepció a la naturalesa egoista i avariciosa de les prostitutes. A diferència de la "bona hetaira" grega, la qual de vegades podia acabar casant-se amb homes d'elit, s'esperava que la prostituta romana amb un cor d'or conegués el seu lloc als marges de la societat romana, tot i que hi havia excepcions.
El desenvolupament posterior de l'estereotip també pot haver-se inspirat en les tradicions que envolten les figures bíbliques de Maria Magdalena i Rahab, o en l'antiga tradició teatral índia del drama sànscrit on l'obra de Śudraka Mṛcchakatika (El petit carro d'argila) presentava una nagarvadhu. (cortesana) amb un cor d'or anomenat Vasantasena.

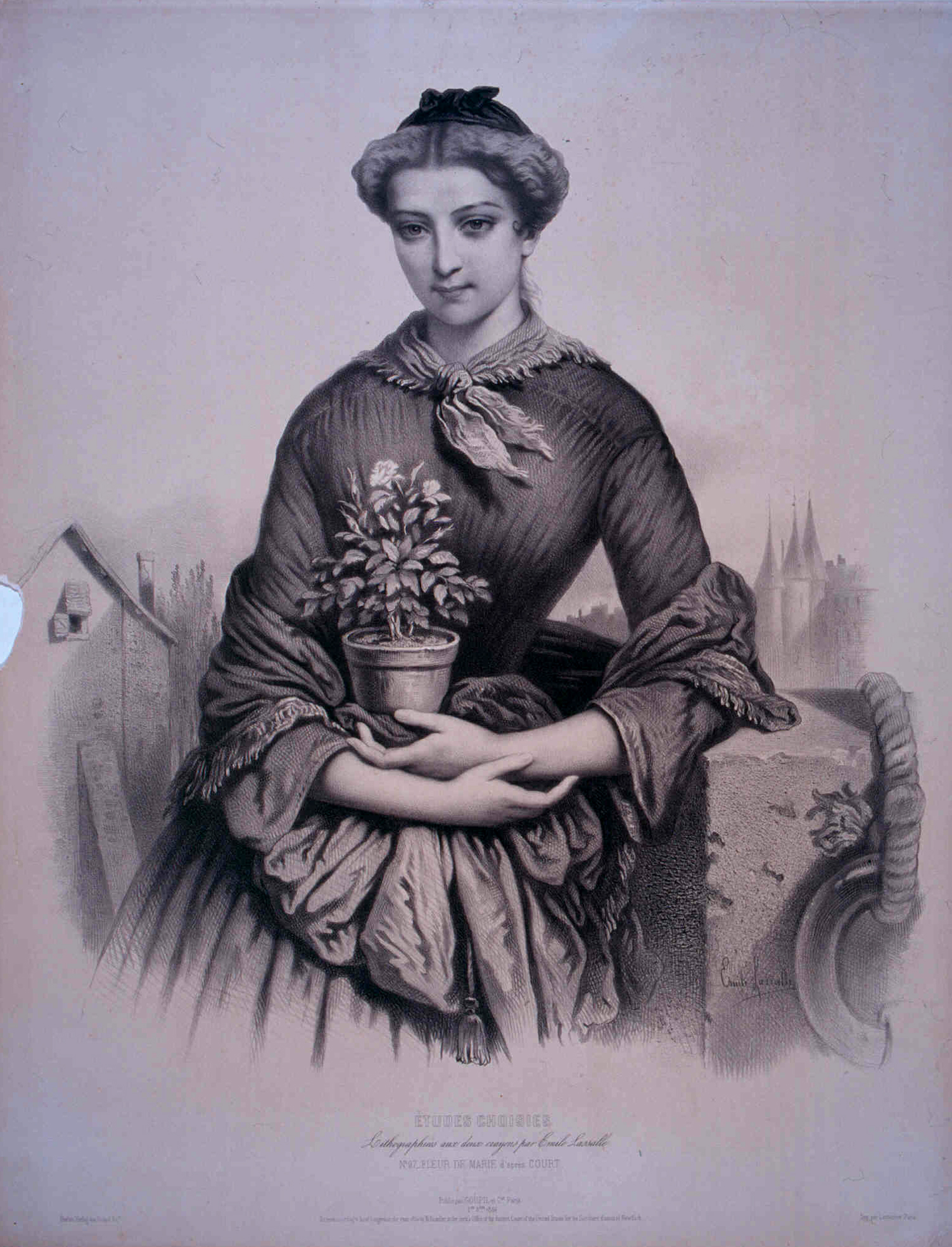
La "universalment adorada" Fleur de Marie, una prostituta amb un cor d'or de Els misteris de París

A la literatura francesa, les primeres aparicions de la prostituta amb el cor d'or es van produir a finals del segle XVIII, inclosa Els amors de Milord Edouard Bromston de Rousseau (1780). Aquestes obres del segle XVIII generalment tenien finals tristos, demostrant que, malgrat el seu cor d'or, la prostituta normalment no podia aconseguir acceptació a la societat dominant. Després de la conclusió de la revolució francesa el 1799, hi va haver uns quants anys en què diversos novel·listes menors van publicar contes més feliços per a prostitutes amb un cor d'or, amb l'esperit d'igualtarisme que imperava aleshores. Això va acabar aviat després que Napoleó introduís diverses regles que regulaven la prostitució des del 1802 fins al 1804; poques prostitutes amb un cor d'or van aparèixer durant les dècades següents. Això va començar a canviar cap a mitjans del segle XIX, amb diversos autors francesos destacats que les inclogueren als seus escrits, com l'obra Marion de Lorme (1828) de Victor Hugo i novel·les com Els misteris de París d'Eugène Sue (1843), Splendeurs et misères des courtisanes d'Honoré de Balzac (1838-1847) i Nana d'Émile Zola (1880).
La novel·la francesa de 1848 d'Alexandre Dumas fils, La Dame aux Camélias, va veure més tard moltes traduccions i adaptacions a obres de teatre i pel·lícules, en anglès sota el nom de Camille, i l'òpera La Traviata de Giuseppe Verdi (1853). L'obra original es basava en una prostituta de la vida real, Marie Duplessis, amb qui Dumas tenia una relació. Segons Charles Bernheimer, l'obra francesa que més va subvertir l'estereotip de la prostituta amb el cor de d'or va ser Contes cruels d'Auguste Villiers de l'Isle-Adam: allà la prostituta era ben considerada mentre exercia el seu ofici de manera convencional, però es convertia en objecte de burla una vegada que s'enamorava.
Al cinema americà, les prostitutes eren generalment retratades amb simpatia fins i tot des de les primeres pel·lícules, tot i que la prostituta amb un cor d'or va ser relativament rara fins als anys vuitanta. Alguns dels primers exemples de pel·lícules amb una prostituta amb un cor d'or són les versions de Camille de 1917 i 1918 i la pel·lícula de 1939 Stagecoach. A partir de fonts europees, a principis dels anys 60 es van començar a veure retrats principals en pel·lícules populars internacionalment com Never on Sunday i Irma la Douce. L'arquetip de la "prostituta amb un cor d'or" es va fer més destacat al cinema estatunidenc durant la dècada de 1980, aconseguint el màxim amb Pretty Woman. El desenvolupament del concepte reflectia, per una banda, una actitud cultural més relaxada cap a la prostitució, però per l'altra es continuava condemnant les dones per la transgressió social que suposava la prostitució.
El personatge de Mona a The Best Little Whorehouse in Texas (1982) exemplifica la prostituta d'època amb un cor d'or: una dona meravellosa la bondat de la qual és sorprenent i divertida perquè també és una prostituta, i l'interès amorós de la qual la renya per la prostitució. Aquestes pel·lícules han estat criticades com a semblants a les pel·lícules d'explotació per la forma en què presenten una visió glamoritzada i dominada pels homes de la prostitució. La prostituta amb un cor d'or també ha estat criticada com un " clixé patètic".